# Тропосферная радиосвязь
Тропосферная радиосвязь — вид радиосвязи, основанный на явлении переизлучения электромагнитных импульсов в физически неоднородной тропосфере при распространении в ней радиоволн. Передача данных происходит в диапазоне дециметровых и сантиметровых радиоволн.

## Физическое обоснование процесса
Электрическая неоднородность тропосферы (точнее — неоднородность её диэлектрической проницаемости) объясняется случайными местными изменениями характеристик среды распространения сигналов: давления, температуры, влажности воздуха, и т. д. Также на процесс влияет закономерное уменьшение значений перечисленных величин с увеличением расстояния от поверхности Земли. Переизлучение энергии наблюдается в области пересечения диаграмм (векторов) направленности передающей и приёмной антенн. Переизлучение происходит на высоте до 10—15 км в зависимости от широты. В канале тропосферной связи также присутствует многолучевой характер распространения. 

## История разработки
Эффект загоризонтного (более 30 км) распространения радиосигналов был установлен и подтверждён в 50-е годы XX века. В 1954 году началась постройка первой военной тропосферной линии в Канаде для ПВО США. В дальнейшем она получила название линия Дью.
В противовес в СССР в 1956 году была создана тропосферная станция Лодка (Р-122). Последующие разработки и модификации были направлены на увеличение пропускной способности, обеспечения дуплексной связи, увеличение дальности распространения сигнала.
В сентябре 2022 года холдинг "РосЭлектроника" начал выпуск загоризонтной станции "Гроза" для гражданского рынка. Станция способна передавать данные со скоростью 25 Мбит/сек в режиме тропосферной связи и до 155 Мбит/сек в режиме радиорелейной связи на расстояние до 210 километров в условиях сложного рельефа местности.
Перспективные станции связи могут переключаться между тропосферным и спутниковым режимом

## Техническая реализация
В силу особенности пути прохождения радиосигнала тропосферную связь обычно используют как дальнюю радиосвязь — расстояние между приёмником и передатчиком составляет до 500 километров. Тропосферные станции обеспечивают скорость передачи данных, достаточную для автоматизации управления радиопередающим оборудованием. 

### Концепции развития
Теоретически могут применяться малогабаритные станции тропосферной связи, обеспечивающие передачу сигналов на расстояние до 150 км. При использовании сигналов OFDM, COFDM и технологии MIMO с высокой долей вероятности могут быть обеспечены скорости передачи данных в несколько десятков Мбит/с.